# Hieracium brachyligulum
Hieracium brachyligulum es una especie de planta con flor del género Hieracium, de la familia Asteraceae, orden Asterales.

## Distribución
Hieracium brachyligulum se distribuye por Noruega.

## Taxonomía
Fue descrita científicamente por Notø. Fue publicada en Tromsø Mus. Aarsh. 1: 60.